# Lillian Gishová
Lillian Gishová, rodným jménem Lillian Diana Gish (14. října 1893, Springfield, Ohio, USA – 27. února 1993, New York, New York) byla americká herečka. Americký filmový institut ji v roce 1999 vyhlásil sedmnáctou největší ženskou hereckou hvězdou 20. století.

## Život
Narodila se v roce 1893, ale celý život uváděla rok narození 1896, který lze najít v mnoha publikacích (viz Encyklopédia filmu, Obzor, Bratislava 1993). Od dětství hrála v divadle, aby uživila rodinu poté, co od nich otec odešel. V roce 1912 ji pro film objevil David Wark Griffith, když ji obsadil do krátkometrážního detektivního snímku Neviditelný nepřítel. Stala se hvězdou dalších Griffithových filmů: Princezna z Betulie (1913), Zrození národa (1915), Intolerance (1916), Zlomený květ (1919), Cesta na východ (1920). Později hrála i ve filmech jiných režisérů: Šarlatové písmeno (Victor Sjöström, 1926), La bohème (King Vidor, 1926) nebo Nepřítel (Fred Niblo, 1928). Po zavedení zvukového filmu dostávala méně rolí: objevila se např. ve westernu Co se nepromíjí (John Huston, 1960), hrála babičku v satiře Roberta Altmana Svatba (1978), s filmem se rozloučila hlavní rolí v psychologickém filmu Lindsay Andersona Srpnové velryby (1987).
Byla také režisérkou, natočila film Remodeling her Husband (1920). Zemřela ve věku 99 let ve spánku na selhání srdce.
Její sestrou byla herečka Dorothy Gishová, její vzdálenou příbuznou je současná herečka Annabeth Gishová. Nikdy se neprovdala a neměla děti, spekulace o svém milostném vztahu s Griffithem odmítala a zásadně o něm mluvila jako o „panu Griffithovi“. Její blízkou přítelkyní byla herečka Helen Hayesová, šla za kmotru jejímu synovi, pozdějšímu herci Jamesi Gordonu MacArthurovi. Byla známa svými krajně pravicovými názory, angažovala se v hnutí America First Committee, které odmítalo vstup USA do 2. světové války.
V roce 1971 obdržela Academy Honorary Award za celoživotní dílo, v roce 1984 jí byla udělena AFI Life Achievement Award. Jako rodačka ze státu Ohio byla v roce 1980 uvedena do Ohio Women's Hall of Fame. V závěti odkázala svůj majetek na udělování ceny pro „lidi, kteří dělají svět krásnější“, nazvané The Dorothy and Lillian Gish Prize. Vydala vzpomínkovou knihu The Movies, Mr. Griffith, and Me (Prentice-Hall, 1969).

## Česká stopa

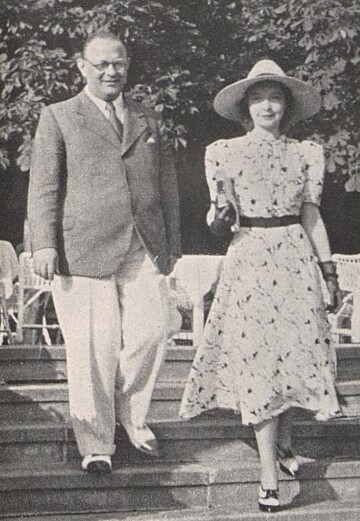
Lillian Gishová a spisovatel Jan Grmela, Piešťany 1938

Československý tisk zaznamenal návštěvu Lillian Gishové v Československu roku 1938.